# Satoshi Ōsaki
Satoshi Ōsaki (jap. 大崎 悟史, Ōsaki Satoshi; * 4. Juni 1976 in der Präfektur Osaka) ist ein japanischer Marathonläufer.
2004 wurde er Zweiter beim Tokyo International Men’s Marathon und beim Fukuoka-Marathon. Bei den Leichtathletik-Weltmeisterschaften 2007 in Osaka belegte er den sechsten Platz.
2008 wurde er, wie schon zwei Jahre zuvor, Dritter beim Biwa-See-Marathon und stellte dabei mit 2:08:36 eine persönliche Bestzeit auf. Er wurde daraufhin für die Olympischen Spiele 2008 in Peking nominiert.
Der aus der Präfektur Osaka stammende Athlet ist 1,77 m groß, wiegt 59 kg und startet für das Team von NTT West, einem zur Gruppe von NTT gehörenden Unternehmen.